# Пенелопині
Пенелопині (Penelopinae) — підродина куроподібних птахів родини краксових (Cracidae).

## Види
- Рід Aburria — абурі
  - Aburria aburri — абурі
- Рід Chamaepetes — чорна пенелопа
  - Chamaepetes goudotii — пенелопа вогнистогруда
  - Chamaepetes unicolor — пенелопа чорна
- Рід Oreophasis — рогата пенелопа
  - Oreophasis derbianus — пенелопа рогата
- Рід Ortalis — чачалака
  - Ortalis araucuan
  - Ortalis canicollis — чачалака бура
  - Ortalis cinereiceps — чачалака сіроголова
  - Ortalis columbiana
  - Ortalis erythroptera — чачалака рудоголова
  - Ortalis garrula — чачалака рудокрила
  - Ortalis guttata — чачалака цяткована
  - Ortalis leucogastra — чачалака білочерева
  - Ortalis motmot — чачалака мала
  - Ortalis poliocephala — чачалака західна
  - Ortalis ruficauda — чачалака рудогуза
  - Ortalis squamata
  - Ortalis superciliaris — чачалака світлоброва
  - Ortalis wagleri — чачалака рудогруда
  - Ortalis vetula — чачалака східна
- Рід Penelope — пенелопа
  - Penelope albipennis — пенелопа білокрила
  - Penelope argyrotis — пенелопа світлоголова
  - Penelope barbata — пенелопа бородата
  - Penelope dabbenei — пенелопа еквадорська
  - Penelope jacquacu — пенелопа амазонійська
  - Penelope jacucaca — пенелопа білоброва
  - Penelope marail — пенелопа гаянська
  - Penelope montagnii — пенелопа андійська
  - Penelope obscura — пенелопа парагвайська
  - Penelope ochrogaster — пенелопа бразильська
  - Penelope ortoni — пенелопа брунатна
  - Penelope perspicax — пенелопа колумбійська
  - Penelope pileata — пенелопа тапайська
  - Penelope purpurascens — пенелопа чубата
  - Penelope superciliaris — пенелопа рудобока
- Рід Penelopina — мексиканська пенелопа
  - Penelopina nigra — пенелопа мексиканська
- Рід Pipile — абурі-крикун
  - Pipile cumanensis — абурі-крикун білоголовий
  - Pipile cujubi — абурі-крикун червоногорлий
  - Pipile jacutinga — абурі-крикун чорнолобий
  - Pipile pipile — абурі-крикун синьогорлий